# 전세권 (연출가)
전세권(全世權, 1939년 3월 2일~2024년 4월 14일)은 대한민국의 은퇴 배우 출신이자, 영화 시나리오 각본가, 극작가, 연출가이고, 대학 교수이기도 했다.

## 주요 경력
- 극단 신협 새드라마연구실 수석차장
- 극단 신협 새드라마연구실 기획국 국장
- 서울예술전문대학 연극학과 겸임교수
- 중앙대학교 영화학과 강사
- 자유민주연합 당무위원(2002년 1월~2002년 3월)
- 국민의당 고문 겸 당무위원(2016년 3월~2016년 6월)

## 생애

### 어린 시절
본관은 정선. 일제강점기 함경남도 북청에서 출생하였고 경성부(지금의 서울특별시)에서 성장하였다.

### 주요 경력
- 1958년 연극 《아리랑》으로 연극배우 데뷔
- 1959년 영화 《유관순》에 단역 출연을 통하여 영화배우 데뷔
- 1960년 연극 《목단등기》로 연극연출가 데뷔
- 1962년 희곡 《스러진 그곳에서 하늘을 보라》로 극작가 등단
- 1962년 영화 《부산댁》으로 영화 시나리오 각본가 데뷔
- 1963년 뮤지컬 《포기와 베스》의 단역 출연을 통하여 뮤지컬배우 데뷔
- 1964년 소설 《새우》로 소설가 등단
- 1966년 CBS 기독교방송 라디오 7기 성우 입사
- 1967년 TBC 동양방송 드라마 PD로 이적 입사
- 1980년 언론통폐합으로 인하여 KBS 한국방송공사 드라마 PD로 이적
- 1988년 KBS 성탄특집 드라마 《조선백자 마리아상》의 연출 PD를 안인기(당시 KBS 예능연예오락 PD)와 공동으로 담당
- 1993년 KBS 한국방송공사 드라마 PD 직위에서 퇴직

## 출연작

### 연극
- 1958년 《아리랑》 ... 최영진 역(주인공)

### 영화
- 1959년 《유관순》
- 1959년 《이름없는 별들》
- 1959년 《왕자 미륵》
- 1963년 《약혼녀》

### 뮤지컬
- 1963년 《포기와 베스》 ... 스키피오 역(단역)

## 기타 작품

### 연극 연출
- 1960년 《목단등기》

### 희곡
- 1962년 《스러진 그곳에서 하늘을 보라》

### 영화 각본
- 1962년 《부산댁》
- 1964년 《삼통 팔반 여반장》

### 소설
- 1964년 《새우》

## 가족 관계
- 배우자: 박옥련
  - 아들: 전인환
  - 딸: 전인경
    - 사위: 박정혁
    - 손자: 박현빈